# Alto Taquari
Alto Taquari – miasto i gmina w Brazylii, w stanie Mato Grosso.